# Przełęcz Beskid pod Menczyłem

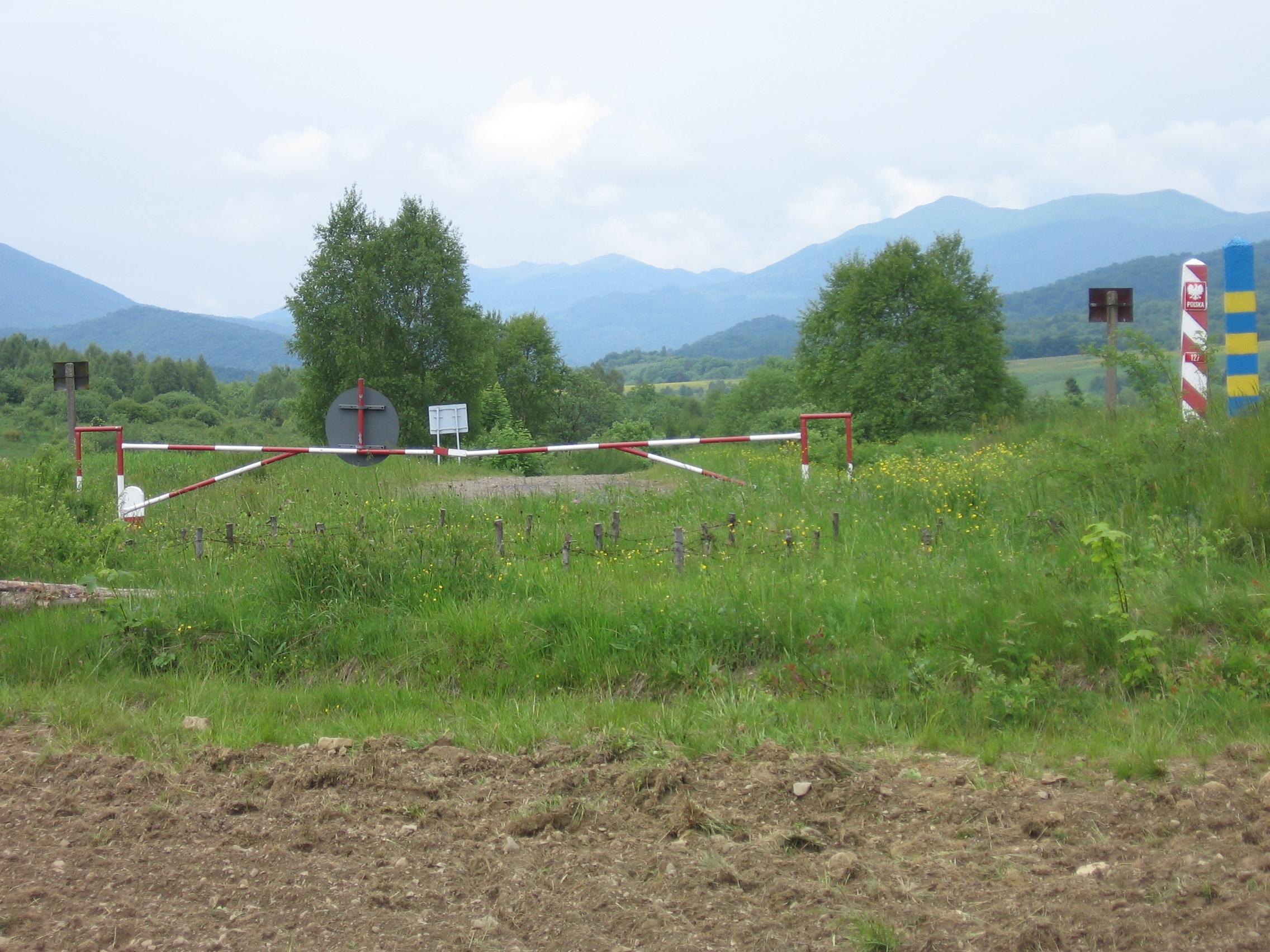
Widok z przełęczy od strony ukraińskiej na Połoninę Caryńską,
na pierwszym planie widoczne elementy sistiemy – zaorany pas ziemi i niskie zasieki.

Przełęcz Beskid (dla odróżnienia od innych przełęczy o tej samej nazwie zwana "pod Menczyłem") – przełęcz w granicznym paśmie Bieszczadów Zachodnich, między szczytami Wołkowe Berdo (1121 m n.p.m.) i Menczył (1008 m n.p.m.). Wysokość – 785 m n.p.m. Po stronie ukraińskiej z przełęczy spływa potok Łubnia – dopływ Użu.
Od strony polskiej przełęcz jest niedostępna dla turystów, nawet pieszych, mimo że leży kilkadziesiąt metrów od drogi z Wołosatego na Przełęcz Bukowską. Nie prowadzą tędy również żadne szlaki turystyczne.
Z przełęczy efektowne widoki przez dolinę Wołosatego na Połoninę Caryńską i Wetlińską.
Przez przełęcz przebiegała dawniej droga z Wołosatego po polskiej stronie, do wsi Łubnia po stronie ukraińskiej. Być może w przyszłości droga ta połączy polską drogę wojewódzką nr 897 z ukraińską drogą regionalną H13 z Sambora do Użhorodu. Jak się wydaje, droga (wraz z solidnym mostem nad Wołosatym) została w okresie PRL zmodernizowana w celu umożliwienia przerzutu wojsk sowieckich z południa, z Zakarpacia, na północ Karpat. Na przełęczy nie ma przejścia granicznego, a droga nie ma ciągłości. Utworzenie drogowego przejścia granicznego planuje się od lat 70. XX wieku. Obecnie przeciwstawiają mu się władze Bieszczadzkiego Parku Narodowego ze względu na zagrożenie dla przyrody ze strony ruchu drogowego.
Poprzednią (patrząc z zachodu na wschód) wybitną przełęczą w głównym łańcuchu Karpat jest Przełęcz pod Czerteżem, a następną – Przełęcz Bukowska.
W rejonie Przełęczy Beskid występuje rzadki gatunek górski – turzyca skąpokwiatowa.